# 'Nieuwe' tweezaadlobbigen
De 23e druk van de Heukels gebruikt de naam tweezaadlobbigen in een nieuwe omgrenzing, als vertaling van het Engelse "eudicots". De 'nieuwe' tweezaadlobbigen worden ook wel opgevat als de klasse Asteropsida en zijn dan een zustergroep van de klasse Ceratophyllidopsida. Ook de naam Tricolpates wordt wel gebruikt.

## Naamgeving
Omdat de "tweezaadlobbigen" oorspronkelijk anders omgrensd waren, is de aanduiding 'Nieuwe' tweezaadlobbigen in gebruik genomen. Door de Magnoliiden, de Chloranthales en de Ceratophyllales af te splitsen van de oorspronkelijke tweezaadlobbigen heeft de groep tweezaadlobbigen een andere omgrenzing gekregen. Daarbij komt nog dat de naam "Magnoliophyta" in gebruik is geweest (zoals in het Dahlgren-systeem) als naam voor de bedektzadigen en de naam Magnoliidae voor de tweezaadlobbigen (en de naam Liliidae voor de eenzaadlobbigen).
In de oude omgrenzing van "tweezaadlobbigen" heeft deze naam betrekking op een taxon, met een formele botanische naam en een rang van klasse of onderklasse. De naam is Dicotyledones (ook wel Dicotyledoneae), Magnoliopsida (in de rang van klasse) of Magnoliidae (in de rang van onderklasse). Dit taxon bleek geen natuurlijke eenheid te vormen. De Magnoliopsida, 'magnoliids' of magnoliiden worden niet meer tot de tweezaadlobbigen gerekend en zijn als een daarvan losstaande clade afgesplitst als zustergroep van de Chloranthales en de monocots met de tweezaadlobbigen samen.
De nieuwe betekenis van "tweezaadlobbigen" ("eudicots") heeft betrekking op een clade, een groep die naar voren komt uit een cladistische analyse, dus een fylogenetische analyse. Deze clade "eudicots" is geen formeel taxon, maar heeft als natuurlijke groep de naam Asteropsida in de rang van klasse gekregen. De Asteropsida zijn ook bekend onder de namen Tricolpates.
De nieuwe groep van de "eudicots" komt overeen met de oude Dicotyledones, waarvan de Ceratophyllales zijn afgesplitst. De meeste planten die wel tot de oude groep behoren, maar afgesplitst zijn van de nieuwe groep, komen niet in Nederland voor. De bekendste uitzonderingen zijn soorten van de waterleliefamilie (wordt gerekend tot de ANA-groep, een basale clade van de zaadplanten) en de Magnolia's.
Onder het ontwerp van de PhyloCode is de naam "Eudicotyledoneae" voorgesteld (ook wel geschreven: "/Eudicotyledoneae" met een " /" om aan te geven dat het geen botanische naam onder de ICBN is).

## APG IV en de 'eudicots'
In de versie van de APG IV uit 2016 blijft de clade "eudicots" gehandhaafd. De belangrijkste wijzigingen hebben plaatsgevonden bij de clade Lamiiden, waar enkele orden zijn toegevoegd. Daarnaast worden de nieuwe claden 'superrosids' en 'superasterids' onderscheiden als overkoepelende groepen.
| APG IV (2016) Fylogenetische stamboom van bedektzadigen |
| --- |
| - 'angiosperms', bedektzadigen, Angiospermae - Amborellales - - Nymphaeales - - Austrobaileyales - 'mesangiosperms' - 'magnoliids', magnoliiden, Magnoliopsida - - Magnoliales - Laurales - - Piperales - Canellales - Chloranthales - - 'monocots' (Monocotyledoneae) - Acorales - - Alismatales - - Petrosaviales - - - Dioscoreales - Pandanales - - Liliales - - Asparagales - 'commelinids', commeliniden - Arecales - - Poales - - Commelinales - Zingiberales - Dicotyledonae, tweezaadlobbigen - Ceratophyllales - 'eudicots', Asteropsida, 'nieuwe' tweezaadlobbigen - - Ranunculales - - Proteales - - Trochodendrales - - Buxales - - Gunnerales - 'core eudicots' Pentapetalae - 'superrosids' - Saxifragales - 'rosids', rosiden - Vitales - - 'fabids', fabiden, 'eurosids I' - Zygophyllales - - "COM" - - Celastrales - - Oxalidales - Malpighiales - - Fabales - - Rosales - - Fagales - Cucurbitales - 'malvids', malviden, 'eurosids II' - "COM":Celastrales, Oxalidales & Malpighiales - - - Geraniales - Myrtales - - Crossosomatales - - Picramniales - - Sapindales - - Huerteales - - Brassicales - Malvales - Dilleniales - 'superasterids' - - Berberidopsidales - - Santalales - - Caryophyllales - 'asterids', asteriden - Cornales - - Ericales - - 'lamiids', lamiiden, 'euasterids I' - - Icacinales - - Metteniusales - - Garryales - - Vahliales - Solanales - Gentianales - Boraginales - Lamiales - 'campanulids', campanuliden, 'euasterids II' - - Aquifoliales - - Asterales - Escalloniales - - Bruniales - - Apiales - - Dipsacales - Paracryphiales |
| → benoemde clades zijn omlijnd ← |

## De 'eudicots' in de Nederlandse flora
In de 24e druk van de Heukels (2020) is de indeling een interpretatie van het APG IV-systeem als volgt aangepast: